# Ariocarpus retusus
Ariocarpus retusus Scheidw., 1938 è una pianta succulenta della famiglia delle Cactacee.

## Descrizione
È una pianta bassa, spesso cespitosa, che cresce al livello del terreno.

La radice è tuberosa e carnosa,  i tubercoli sono di color grigio bluastro opaco, più o meno eretti, lunghi fino a 4 cm, larghi circa 3 cm, spessi, lisci, a volte leggermente arrotondati all'apice.

I fiori sono bianchi sericei, di 4–5 cm, prodotti in autunno, il frutto è bianco verdastro secco a maturità, semi neri.

## Distribuzione e habitat
È una specie ad ampia distribuzione e perciò molto variabile; abita la parte centro meridionale del deserto di Chihuahua, ad altezze tra 1300 e 2000 m s.l.m. L'habitat è il cosiddetto "matorral xerofilo" generalmente su colline calcaree in pieno sole.

## Conservazione
La Lista rossa IUCN classifica Ariocarpus retusus come specie a rischio minimo (Least Concern).